# عصام المرزوق
عصام عبد المحسن المرزوق (1961 - )؛ عضو مجلس إدارة مؤسسة البترول الكويتية ووزير النفط والكهرباء والماء الكويتي  سابقًا، عُيّن في عام 2016 وظل في منصبه حتى 2017.

## عن حياته
حاصل على بكالوريوس الهندسية من جامعة جنوب كاليفورنيا عام (1982) عمل في شركة البترول الكويتية الوطنية مهندسا ميكانيكيا للانشاءات الميكانيكية عام 1982 وفي عام (1984) كمهندس تصميم وتفتيش ميكانيكي في الشركة اليابانية للغاز (يوكوهاما -اليابان) وفي العام (1986) عمل كمهندس تخطيط أول في مؤسسة البترول الكويتية وفي العام (1989) تولى منصب مدير عام الشركة الكويتية لصناعة وهندسة المصافي (كريمنكو) وكان عضوا في الشركة الكويتية لبناء واصلاح السفن من (1996-1999) وعضوا في مؤسسة البترول الكويتية (2015-2016) وتولى منصب رئيس مجلس الإدارة في شركة بورصة الكويت (2014-2016).